# هربرت وودرو
هربرت وودرو (بالإنجليزية: Herbert Woodrow)‏ هو عالم نفس أمريكي، ولد في 25 فبراير 1883 في تشيليكوث في الولايات المتحدة، وتوفي في 14 يونيو 1974 في تشامبيغن في الولايات المتحدة.